# Colli Orientali del Friuli Pinot Nero
Le Colli Orientali del Friuli Pinot Nero est un vin rouge italien de la région Frioul-Vénétie Julienne doté d'une appellation DOC depuis le 20 juillet 1970. Seuls ont droit à la DOC les vins rouges récoltés à l'intérieur de l'aire de production définie par le décret. Les vignobles autorisés se situent au nord - est de la province d'Udine dans les communes de Tarcento, Nimis, Faedis, Povoletto, Attimis, Torreano, San Pietro al Natisone, Prepotto, Premariacco, Buttrio, Manzano, San Giovanni al Natisone et Corno di Rosazzo.
Le Colli Orientali del Friuli Pinot Nero répond à un cahier des charges moins exigeant que le Colli Orientali del Friuli Pinot Nero riserva, essentiellement en relation avec le vieillissement, et le Colli Orientali del Friuli Pinot Nero superiore.

## Caractéristiques organoleptiques
- couleur: rouge rubis intense tendant vers un rouge grenat après vieillissement.
- odeur: intense, caractéristique, agréable
- saveur: sec, plein, harmonique, légèrement amer (amarognolo)

Le Colli Orientali del Friuli Pinot Nero se déguste à une température comprise entre 14 et 16 °C. Il se gardera 3 - 4 ans.

## Production
Province, saison, volume en hectolitres :
- Udine (1990/91) 773,9
- Udine (1991/92) 831,67
- Udine (1992/93) 985,56
- Udine (1993/94) 1100,18
- Udine (1994/95) 806,77
- Udine (1995/96) 755,89
- Udine (1996/97) 1049,96